# Alfred Berghausen
Alfred Berghausen (* 9. Dezember 1889 in Duisburg; † 6. September 1954) war ein deutscher Fußballspieler. Der Verteidiger von Preußen Duisburg bestritt am 16. Mai 1910 ein Länderspiel in der deutschen Fußballnationalmannschaft.

## Karriere

### Vereine
Berghausen gehörte von 1906/07 bis 1923 dem SC Preußen Duisburg an, der stets ein wenig im Schatten des lokalen Aushängeschildes Duisburger SpV stand. Der Defensivspieler spielte für den SC Preußen im Westdeutschen Spiel-Verband durchgängig in den Bezirksligen (1906/07, III. Bezirk 1. Klasse) mit wechselnden Bezeichnungen bzw. zuletzt 1922/23 in der Gauliga Niederrhein, wo die Preußen als Neuling in einer 16er-Staffel den 5. Rang belegten. In der Saison 1908/09 gewann Preußen Duisburg aber in einem Entscheidungsspiel (2:1) gegen den punktgleichen DSV (beide 18:2 Punkte) die Meisterschaft in der Duisburger A-Klasse-Ruhr und war damit für die Endrunde um die Westdeutsche Meisterschaft qualifiziert. Dort setzten sich Berghausen und Kollegen gegen den FV Kassel 95 (8:5) und BV Dortmund 04 (4:1) durch und standen damit im Finale gegen FC München-Gladbach 94, welches aber mit 2:3 nach Verlängerung verloren wurde. In der Saison 1909/10, in welcher es zu Berghausens überraschendem Nationalmannschaftseinsatz kam, spielte der SC Preußen Duisburg in der höchsten westdeutschen Klasse, der Verbandsliga und belegte in der 10er-Staffel den 8. Rang; Meister wurde der Duisburger SpV.

### Überraschender Einsatz in der Nationalmannschaft
Am 16. Mai 1910 bestritt Berghausen sein einziges Länderspiel, das erste gegen die Nationalmannschaft Belgiens. Berghausen war kurzfristig von der Zuschauertribüne auf den Platz berufen worden, weil die Deutsche Mannschaft mit nur sieben Spielern angereist war. Lothar Budzinski-Kreth, Peco Bauwens und Andreas Breynck (Mitspieler von Berghausen bei Preußen Duisburg) wurden in diesem Zuge ebenfalls unvorhergesehen eingewechselt. Auch sie waren ursprünglich vor Ort, um das Spiel als Zuschauer zu verfolgen. Das Spiel vor 8.000 Zuschauern in Duisburg wurde letztlich mit 0:3 verloren.
Die zu dieser Zeit offensichtlichen Unzulänglichkeiten in der Organisation des DFB zeigten sich bereits in der Terminierung des Länderspiels. Einen Tag zuvor, am 15. Mai, fand das Endspiel um die deutsche Fußballmeisterschaft 1910 in Köln zwischen dem Karlsruher FV und Holstein Kiel statt. Von den beteiligten Mannschaften lief naturgemäß kein einziger Spieler am nächsten Tag in der Nationalmannschaft auf. Allein schon die herausragenden Karlsruher Spieler um Max Breunig, Fritz Förderer, Gottfried Fuchs und Julius Hirsch hätten die Qualität der DFB-Auswahl deutlich verbessert.

### Mitgliedschaft in der NSDAP
Berghausen trat bereits am 1. Dezember 1930 der NSDAP bei (Mitgliedsnummer 386.896). Damit war er, nach aktuellem Forschungsstand, das erste Parteimitglied unter den deutschen Fußball-Nationalspielern. Zudem war er als Zellenleiter tätig, was ebenfalls der höchste, von einem Nationalspieler erreichte, Rang innerhalb der NSDAP war.